# 肥満牛症候群
肥満牛症候群（ひまんぎゅうしょうこうぐん、fat cow syndrome）とは肥満状態の妊娠牛が、分娩前後のエネルギーバランスの不均衡により様々な代謝異常を示す状態。飼料の過剰摂取により肥満状態のウシが腹腔内の脂肪および胎子の物理的圧迫による乾乳期からの飼料摂取量の低下、分娩直後の食欲不振により、体脂肪からの急激な脂肪動員が起こり、肝臓に脂肪が蓄積することを原因とする。元気消失、食欲不振、ケトーシスに類似した症状を示し、血漿中の遊離脂肪酸およびケトン体の増加が認められる。肥満状態のウシはインスリンの分泌は亢進するが、感受性は低下している。治療にはエネルギー補給のためにグルコースやビタミンB1、果糖やキシリトールの点滴を行う。糖新生亢進を目的としたグルココルチコイドの投与も併用される。肝機能改善のためにコリン、ナイアシン、ビタミンB群、メチオニン、リジンの投与も有効。予防には肥満を防ぐための適切な飼養管理が求められる。